# Goto Kyosuke
Goto Kyosuke (後藤 京介 Goto Kyosuke, sinh ngày 29 tháng 7 năm 1992) là một cầu thủ bóng đá người Nhật Bản. Anh thi đấu cho YSCC Yokohama.

## Sự nghiệp
Từ năm 2015, Goto Kyosuke thi đấu cho đội bóng ở Montenegrin First League Mogren và Iskra Danilovgrad. Năm 2017 anh chuyển đến câu lạc bộ J3 League YSCC Yokohama.